# 3 (álbum de Soulfly)
3 es el tercer álbum de estudio de la banda de heavy metal Soulfly, liderada por Max Cavalera.

## Información del álbum
Las ilustraciones del álbum cuenta con un Aum (Om), un símbolo de las religiones de la India.
El álbum cuenta con un minuto de silencio, titulado '09-11-01 '- un homenaje a las víctimas de los atentados del 11 de septiembre de 2001 en el World Trade Center.

## Listado de canciones
Todas las canciones escritas y compuestas por Max Cavalera unless stated. 
| 3   |                                                                |                                  |          |  |
| N.º | Título                                                         | Escritor(es)                     | Duración |  |
| 1.  | «Downstroy»                                                    |                                  | 4:25     |  |
| 2.  | «Seek 'n' Strike»                                              |                                  | 4:28     |  |
| 3.  | «Enterfaith»                                                   |                                  | 4:46     |  |
| 4.  | «One» (ft. Cristian Machado)                                   |                                  | 5:23     |  |
| 5.  | «L.O.T.M.» (Last of the Mohicans)                              |                                  | 2:36     |  |
| 6.  | «Brasil»                                                       |                                  | 5:01     |  |
| 7.  | «Tree of Pain» (ft. Asha Rabouin & Ritchie Cavalera)           | Cavalera, Rabouin & Cavalera     | 8:20     |  |
| 8.  | «One Nation» (Sacred Reich cover ft. Greg Hall & Wiley Arnett) | Rind & Arnett                    | 3:43     |  |
| 9.  | «9-11-01»                                                      |                                  | 1:00     |  |
| 10. | «Call to Arms» (ft. Danny Marianino)                           | Cavalera & Marianino             | 1:24     |  |
| 11. | «Four Elements»                                                |                                  | 4:22     |  |
| 12. | «Soulfly III»                                                  |                                  | 5:02     |  |
| 13. | «Sangue de Bairro» (Chico Science & Nação Zumbi cover)         | Science, Maia, Du Peixe & Dengue | 2:19     |  |
| 14. | «Zumbi»                                                        |                                  | 6:17     |  |

- Datos: Q229529